# Terremoto di Bologna del 1929
Il cosiddetto terremoto di Bologna del 1929 fu una serie di eventi sismici, iniziati il 10 aprile 1929 e susseguitisi fino all'ottobre dello stesso anno, che ebbe come epicentro l'intera area della città e della provincia di Bologna.

## Eventi sismici
La prima scossa avvenne alle ore 5:44 del 10 aprile e causò danni agli edifici di Bologna e di altre località a sud-est della città: Castenaso, Ozzano dell'Emilia, Castel San Pietro, Monterenzio e Pianoro. Il terremoto fu avvertito nell'Italia settentrionale e centrale su di un'area di circa 70.000 km².
Altre scosse avvennero il 19 aprile delle ore 4:15 con caduta di comignoli e danni vari alle case.
Il 20 aprile vi fu la scossa più forte (Quinto grado della scala Richter), che causò crolli e distruzioni nell'area compresa tra i fiumi Reno e Samoggia, in particolare nel comune di Monte San Pietro: a Montemaggiore si aprì una fenditura nel terreno lunga circa 1 km e larga fino a 15 cm.
Il 29 aprile un rombo si udì per alcuni secondi alle ore 18:35, ma la scossa non causò danni rilevanti.
L'11 maggio alle 19:22 vi fu una scossa di oltre 10 secondi con effetti e danni corrispondenti al VI grado MCS.

## Danni e vittime
Nel complesso il terremoto non fu gravissimo, e non si ebbero vittime, ma ci furono numerosi crolli, danni a palazzi e chiese ed un diffusissimo panico nella popolazione, anche causato dalla lunga durata nel tempo dello sciame sismico e dai disagi dovuti all'abbandono delle abitazioni pericolanti.
La zona più danneggiata fu quella pedeappenninica compresa nei comuni di Crespellano, Bazzano, Monte San Pietro, Castel di Serravalle, Praduro e Sasso e Monteveglio: il regio decreto nº 759 del 9 maggio 1929 dichiarò l'insieme di questi comuni (con circa 46.000 abitanti) "zona terremotata".
La città di Bologna, che allora aveva circa 190.000 abitanti, presentava ampie aree con notevoli danni alle abitazioni, rese inabitabili e pericolanti dalle scosse.

## Gestione dell'emergenza
Furono inviate 40.000 tende da campo, e ancora nel settembre del 1929 parte della popolazione era rifugiata in ricoveri temporanei.
Tra costruzione di ricoveri, perizie, ristrutturazioni e restauri, fu spesa dallo Stato la cifra di 3.540.107 lire.

## Altri terremoti a Bologna
Il terremoto del 1929 non fu l'unico né il più grave nella storia di Bologna, essendo la zona compresa fra la città e l'Appennino spesso interessata da terremoti (in genere di moderata entità), a causa di strutture sismogenetiche verso est (nel forlivese) e verso sud (Mugello). Quest'ultima area sismica è responsabile della forte scossa del 14 settembre 2003.
Dal XIII secolo ad oggi sono stati registrati almeno 111 sismi con intensità superiore alla soglia del danno.
| Data              | Intensità (scala MCS) |
| ----------------- | --------------------- |
| 25 dicembre 1222  | VI-VII                |
| 25 febbraio 1323  | VI                    |
| 25 luglio 1365    | VII-VIII              |
| 20 luglio 1399    | VI-VII                |
| 4 maggio 1433     | VII                   |
| 20 dicembre 1455  | VII                   |
| 31 dicembre 1504  | VII                   |
| 11 aprile 1688    | VI                    |
| 22 ottobre 1796   | VI-VII                |
| 4 giugno 1779     | VII                   |
| 8 ottobre 1801    | VI                    |
| 4 ottobre 1834    | VI                    |
| 24 gennaio 1881   | VI-VII                |
| 10 aprile 1929    | VI-VII                |
| 14 settembre 2003 | VII                   |
| 20 maggio 2012    | VII                   |
| 29 maggio 2012    | VII                   |